# Zygfryd Maria Urbanyi
Zygfryd Maria Urbanyi ps. „Juliusz” (ur. 2 lutego 1915 w Szczawnicy, zm. 9 sierpnia 1944 w Warszawie) – porucznik Wojska Polskiego, dowódca Oddziału Armii Krajowej „Tygrysy Woli”.

## Życiorys
Ukończył Korpus Kadetów w Rawiczu, a następnie studiował w Szkole Nauk Politycznych w Warszawie. Uczestniczył w wojnie obronnej 1939. W konspiracji od listopada 1939 w SZP i ZWZ. Od 1943 był dowódcą Oddziału Specjalnego a następnie plutonu osłonowego Komendy Głównej Narodowej Organizacji Wojskowej. Po scaleniu z Armią Krajową był to pluton specjalny 1908. W przededniu powstania warszawskiego, pluton został włączony do odwodu dowódcy Okręgu Warszawskiego AK Zgrupowania „Paweł”. Jego oddział uczestniczył w walkach na Woli, gdzie zyskał miano „Tygrysy Woli”. Od 6 sierpnia walczył na Starym Mieście, gdzie poległ 9 sierpnia przy ul. Rymarskiej. Pochowany prowizorycznie na podwórzu przy ul. Kilińskiego. Po wojnie pochowany na Cmentarzu Wojskowym na Powązkach (kwatera A23-1-18). Na jego cześć jego pluton nazwany został Oddziałem Specjalnym „Juliusz”, walczącym w składzie batalionu „Gustaw”.
Pośmiertnie, 11 sierpnia odznaczony rozkazem nr 502 Komendanta Głównego AK Krzyżem Srebrnym Orderu Wojennego Virtuti Militari. Order został zweryfikowany pozytywnie uchwałą Kapituły Orderu Wojennego Virtuti Militari z dnia 13 października 2011.
31 lipca 2013 roku w Muzeum Powstania Warszawskiego w Warszawie, w przeddzień 69. rocznicy powstania, Prezydent RP Bronisław Komorowski przekazał Krzyż Srebrny Orderu Wojennego Virtuti Militari rodzinie Zygfryda Urbanyi. Rodzicami Zygfryda byli Aniela i Zygmunt Urbanyi (kompozytor i pedagog muzyczny).